# Braloștița
Braloştiţa è un comune della Romania di 3935 abitanti, ubicato nel distretto di Dolj, nella regione storica dell'Oltenia.
Il comune è formato dall'unione di 6 villaggi: Braloștița, Ciocanele, Sfircea, Schitu, Valea Fântânilor, Racovița.